# Jean-Christian de Brzeg
 (septembre 2022).
Jean-Christian de Brzeg (polonais Jan Chrystian Brzeski; allemand Johann Christian von Brieg), né à Ohlau, le 28 août 1591 et mort à Osterode en Prusse-Orientale, le 25 décembre 1639), est duc de Brzeg–Liegnitz–Wołów, à partir de 1602; avec son frère et corégent à Liegnitz Wołów (allemand Wohlau) jusqu'en 1612; ensuite à Oława (allemand Ohlau) à partir de 1605.

## Biographie

### Origine
Jean Christian est le second fils mais l'ainé des survivants de Joachim Frédéric, duc de Brzeg–Oława–Liegnitz–Wołów, et de son épouse Anne-Marie, fille de Joachim-Ernest d'Anhalt. Son baptême intervient deux semaines après sa naissance le 14 septembre et il reçoit les noms de ses deux oncles Jean-Georges d'Oława et Christian Ier d'Anhalt-Bernbourg.

### Jeunesse
Joachim Frédéric meurt le 25 mars 1602, laissant deux fils comme héritiers de ses possessions. Jean Christian âgé de onze ans et son jeune frère Georges-Rodolphe de seulement sept ans, la régence des duchés est confiée à leur mère la duchesse douairière Anne-Marie d'Anhalt qui reçoit Oława comme Oprawa wdowia. Après la mort d'Anne-Marie en 1605, la régence est assumée par leur la tante paternelle des jeunes ducs et seule parente survivante de Joachim Frédéric, Elisabeth Magdeleine de Brzeg et son mari Charles II de Poděbrady, duc de Ziębice–Oleśnica. À cette époque, Jean-Christian réside à Krosno Odrzańskie ( allemand: Crossen an der Oder), où il rencontre pour la première fois sa future épouse Dorothée-Sybille de Brandenbourg.

### Début du règne personnel
En 1609 Jean-Christian atteint sa majorité et assume le gouvernement. le 7 octobre de la même année il rend l'Hommage à Rodolphe II du Saint-Empire à Wrocław. En 1612 son jeune frère Georges-Rodolphe est déclaré majeur, les deux frères décident de partager leurs domaines: Jean-Christian reçoit Brzeg, Oława, Strzelin, Niemcza, Kluczbork et Byczyna, et Georges Rodolphe entre en possession de Liegnitz, Wołów, Złotoryja (allemand : Goldberg), Grodźca, Lubin (allemand : Lüben), Prochowice (allemand : Parchwitz), Wińsko, Wąsosz (allemand Hermstad), Ryczeń et Rudna.

### Conversion au calvinisme
En 1613 Jean-Christian, jusqu'alors Luthérien, commence à pratiquer ouvertement le Calvinisme. Comme lui son jeune frère Georges-Rodolphe change de culte. Les deux frères suivent l'exemple de leur cousin Jean III Sigismond de Brandebourg, qui peu avant avait commencé à recevoir l'eucharistie selon le rite de Calvin, après l'avoir pratiqué en secret pendant deux années. Dans ce contexte ils renouent l'alliance du duché de Liegnitz-Brzeg avec les Hohenzollern.

### Guerre de Trente Ans
En 1617 Ferdinand II de Habsbourg est élu roi de Bohême. Fervent catholique le nouveau roi fait appel aux Jésuites, et met en application le programme de la Réforme catholique. Les Protestants sont totalement opposés à son accession au trône de Bohême particulièrement lorsqu'il devient évident que Ferdinand II n'a pas l'intention de maintenir la tolérance, garantie par les décrets impériaux de Rodolphe II. Le conflit devient ouvert lorsque le nouveau roi confirme sa volonté d'instaurer l'absolutisme.
Dès le début de la guerre civile Jean-Christian se range du côté des « États de Bohême » comme «Préfet Général » (c'est-à-dire Gouverneur) de Silésie, une fonction tenu par lui jusqu'en 1617. Sur l'insistance de Jean-Georges de Jägerndorf, son frère Georges-Rodolphe de Liegnitz et ses cousins, les ducs d'Oleśnica, Henri-Venceslas et Charles-Frédéric de Poděbrady forment une armée qui sous la conduite de Jean-Georges de Jägerndorf entre en Bohême pour appuyer les révoltés. En 1619 les « États de Bohême » proclament la déchéance de Ferdinand II, et le 26 juillet l'élection d'un nouveau roi en la personne de Frédéric V du Palatinat, un calviniste convaincu.
Jean-Christian est un partisan zélé du nouveau roi et lui apporte l'appui de la Silésie. Le 27 février 1620 à Wrocław le « États de Silésie » font Hommage à Frédéric V avec un serment dont le texte est préparé par le duc de Brzeg. Jean-Christian appui également diplomatiquement le Roi-Électeur. En Pologne il cherche à lever des troupes afin de le renforcer dans sa lutte contre les Habsbourg. Il tente aussi de bâtir un front anti-Habsbourg en Hongrie avec l'appui de Gábor Bethlen, Prince de Transylvanie. En Silésie Jean-Christian persuade plusieurs nobles de se joindre à l'alliance toutefois face aux méthodes de gouvernement de Frédéric V, les Silésiens commence à rejeter l'idée d'un front anti-Habsbourg qui s'effondre le 8 novembre 1620, après la Bataille de la Montagne-Blanche qui voit la défaite totale du « Roi d'un hiver » qui s'enfuit. Le jour suivant Prague est occupé par les forces des Habsbourg.
Malgré ce désastre Jean-Christian tente de maintenir la fidélité des états de Silésie envers Frédéric V, Il les presse d'adopter de nouvelles taxes afin de financer la poursuite de la guerre. Cependant les succès de Ferdinand II contre les princes qui soutenaient l’Électeur Palatin font échouer ses plans ; le 23 décembre Jean-Christian est défait et il doit s'enfuir à la cour de Georges-Guillaume Ier de Brandebourg. Le gouvernement silésien entre immédiatement en négociations avec les vainqueurs et le 28 février 1621 à Dresde, grâce à la médiation de l'Électeur Jean-Georges Ier de Saxe, un accord est signé. Les États de Silésie jurent fidélité à l'Empereur et rompent toutes relations avec ses ennemis. Ferdinand II reçoit de plus la somme de 300.000 guilders des participants à la révolte, à l'exception du duc Jean-Georges de Jägerndorf leur commandant en chef. Craignant pour sa vie, Jean-Christian se réfugie en avril 1621 à Frankfurt, aux limites du Brandebourg qui lui a été concédé par Georges-Guillaume de Brandebourg, où vivent le duc et sa famille à partir de la fin février. Pendant ce temps Ferdinand II remet le gouvernement de Brzeg au frère de Jean-Christian, Georges-Rodolphe de Liegnitz. Après une médiation de l’Électeur de Saxe, le 8 décembre Jean-Christian peut retourner en sécurité dans son duché.
Au cours des années suivantes, Jean-Christian est exclu du jeu politique. Il est néanmoins forcé de s'exiler de nouveau En 1630 le roi Gustave II Adolphe de Suède intervient à son tour dans la guerre de Trente Ans.
Sur ses instances, l’Électeur Jean-Georges Ier de Saxe qui bien que luthérien était jusqu'alors un partisan fidèle des Habsbourg rejoint le camp des révoltés. En 1632 l'armée saxonne entre en Silésie et occupe le duché de Brzeg. L'année suivante intervient à partir du nord ouest une armée impériale sous le commandement de Hans Ulrich von Schaffgotsch, époux de Barbara Agnès une sœur de Jean-Christian. Ses troupes entrent à Oława et prennent Strzelin, mais peu après elles doivent se retirer. Toutefois les armées impériales prennent l'avantage et à l'automne 1633 la Silésie est libéré des forces anti-Habsbourg. Jean-Christian est accusé d'avoir facilité l'accès des armées saxonnes à Brzeg; les armées impériales envahissent son duché et le duc, sa famille et sa cour doivent s'enfuir. Ils se réfugient d'abord à Wołów, et peu après ils se rendent à Wąsosz, où craignant l'avance des armées de Schaffgotsch, et conjointement avec son frère, Georges-Rodolphe de Liegnitz, le 12 octobre 1633 ils s'exilent en Pologne après une halte à Leszno.

### Exil en Pologne
Le 20 octobre 1633 Jean-Christian arrive à Toruń, où il loue une maison, après avoir obtenu le consentement du roi Ladislas IV Vasa il se retire en Pologne. En 1634 Jean-Christian revient en Silésie afin de rencontrer les sujets réformés de ses duchés et cités et de convaincre les « États de Silésie » d'accepter l'autorité du roi de Pologne et de répudier la suzeraineté de Ferdinand II. Il ne parvient pas à ses fins et Jean-Christian ne retournera jamais plus dans son duché de Brzeg. En 1635 Ferdinand II confie le gouvernement de Brzeg à son fils ainé Georges III de Brzeg comme « Administrateur ». En janvier 1635 Jean-Christian revient à Toruń. Le 4 octobre 1636, après avoir obtenu l'accord de Georges-Guillaume Ier de Brandebourg, Jean-Christian assure l'administration directe d'Ostróda, où il réside avec sa famille jusqu'à sa mort.

## Unions et postérité
Le 12 décembre 1610 il épouse Dorothée-Sibylle de Brandebourg (née 19/29 octobre 1590 † 19 mars 1625) fille de Jean II Georges de Brandebourg qui lui donne treize enfants dont la plupart meurent jeunes.
- Georges III de Brzeg
- Joachim (né le 20 décembre 1612 † 9 mars 1613)
- Henri (né le 3 février 1614 † 4 février 1614
- Ernest (né le 3 février 1614 † 4 février 1614)
- Anne Élisabeth (née le 1er avril 1615 † 28 mars 1616)
- Louis IV de Legnica
- Rodolphe (né le 6 avril 1917 † 8 février 1633)
- Christian de Brzeg
- Auguste (15 ou 18 mars 1619 † 12 mars 1620)
- Sibylle Marguerite (20 juin 1620 Dantzig † 26 juin 1657) épouse de Gerhard von Dönhoff († 23 décembre 1648)
- Dorothée (16 aout 1622 † 26 aout 1622)
- Agnès (16 aout 1622 † 3 décembre 1622)
- Sophie Madeleine (14 juin 1624 † 8 avril 1660) épouse 2 décembre 1642 Charles-Frédéric de Poděbrady duc de Münsterberg et d'Œls

Le 13 septembre 1626 il épouse Anne Hedvige von Sitzsch (13 janvier 1611 † 16 juillet 1639) fille du Maréchal Frédéric de Sitzsch et âgée de 15 ans. Cette union inégale est considérée comme un mariage morganatique selon les critères de la dynastie Piast. Elle lui donne sept autres enfants dont:
- Auguste de Legnica comte et corégent du duché d'Œls.

## Sources
- (en) Cet article est partiellement ou en totalité issu de l’article de Wikipédia en anglais intitulé « John Christian of Brieg » (voir la liste des auteurs), édition du 4 juillet 2014.
- (en) & (de) Peter Truhart, Regents of Nations, K. G Saur Münich, 1984-1988 (ISBN 359810491X), Art. « Brieg (Pol. Brzeg) », p.  2448-2449.
- (de) Europäische Stammtafeln Vittorio Klostermann, Gmbh, Francfort-sur-le-Main, 2004  (ISBN 3465032926),  Die Herzoge von Liegnitz, Brieg und Wohlau 1586-1675 des Stammes der Piasten  Volume III Tafel 11.